# CVCC

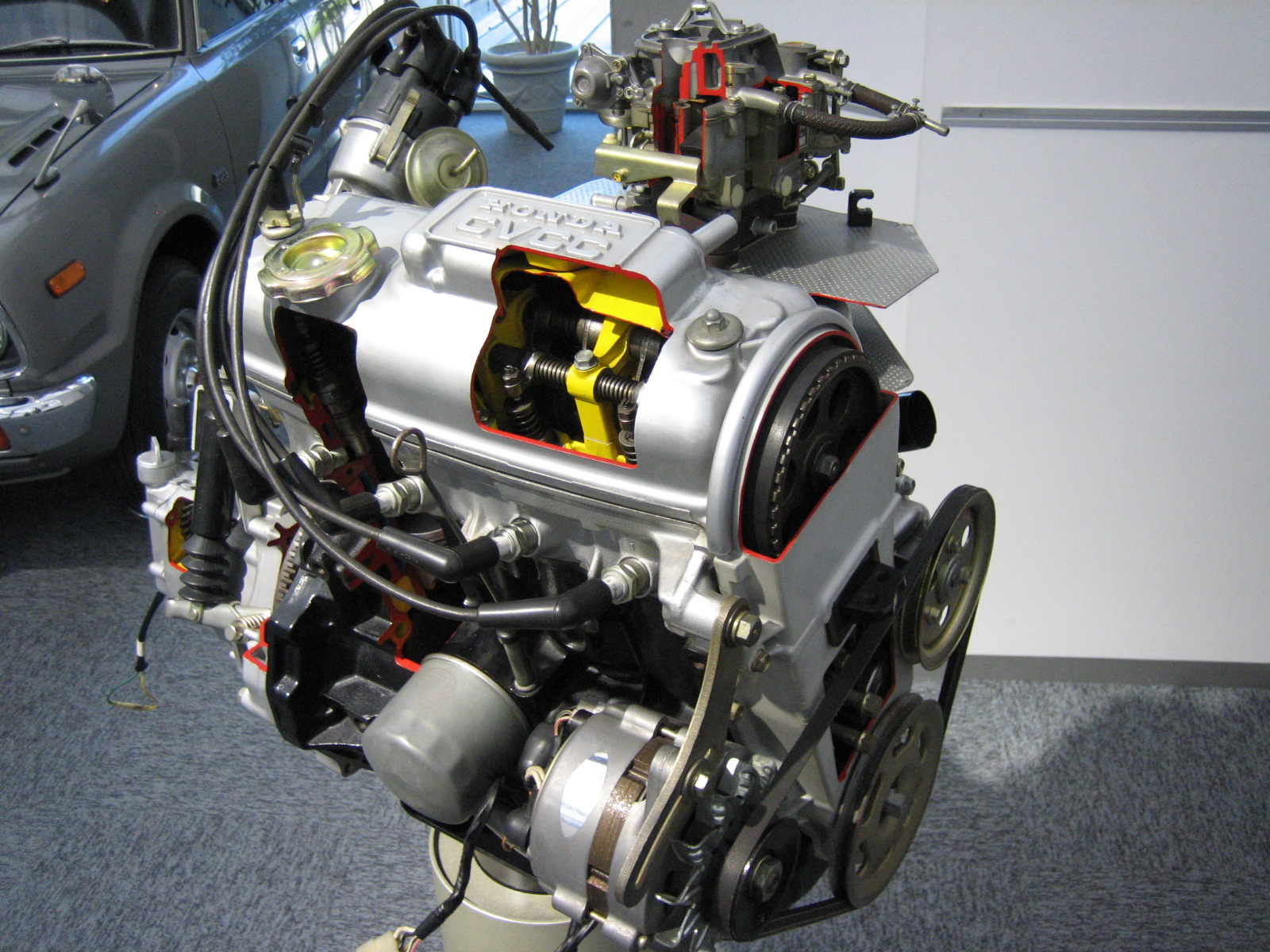
혼다 시빅의 CVCC엔진

CVCC(Compound Vortex Controlled Combustion, 일본어: 複合渦流調整燃焼方式, 복합와류조정연소기관)는 혼다 기연공업이 개발한 내연기관 기술이자 상표이다. 용어 그대로 "복합", "와류 조정", "연소기관"의 특징을 지닌다.

## 역사
1965년 혼다에 의해 대기 오염 연구 그룹이 설립된 뒤 1971년 2월 12일 혼다 소이치로가 CVCC 기술을 도쿄 지요다구 오테마치에서 처음 언급했다.